# Dos policies rebels
|  | Per a altres significats, vegeu «Bad Boys (desambiguació)». |

|  | No s'ha de confondre amb la pel·lícula dirigida per Rick Rosenthal el 1983 Bad Boys.. |

Dos policies rebels (títol original en anglès: Bad Boys) és una pel·lícula estatunidenca estrenada el 1995. Dirigida per Michael Bay i produïda per Jerry Bruckheimer. La pel·lícula també va donar lloc a una seqüela en 2003, Bad Boys II (Dos policies rebels II), s'espera l'estrena de la tercera pel·lícula de la trilogia en 2017.
Ha estat doblada al català.

## Argument
Una partida d'heroïna valorada en uns 100 milions de dòlars és robada del mateix dipòsit de la policia. El cas li serà assignat als agents Burnett (Martin Lawrence) i Lowery (Will Smith), una parella molt peculiar pels mètodes que utilitzen. L'única pista que tenen per començar és la d'un testimoni (Téa Leoni) que els ajudarà a identificar els atracadors i a la qual hauran de protegir.

## Repartiment
- Mike Lowrey: Will Smith
- Marcus Burnett: Martin Lawrence
- Julie Mott: Téa Leoni
- Fouchet: Tchèky Karyo
- Capità Conrad Howard: Joe Pantoliano
- Capitana Allison Sinclair: Marg Helgenberger
- Theresa Burnett: Theresa Randle
- Detectiu Sánchez: Nestor Serrano
- Detectiu Ruiz: Julio Oscar Mechoso
- Chet: Saverio Guerra
- Jojo: Michael Imperioli
- Francine: Anna Thomson
- Max Logan: Karen Alexander
- Elliot: Kevin Corrigan

## Banda sonora
A continuació es presenten les cançons que s'inclouen en el film:
- Shy Guy - Diana King
- So many way - Warren G
- Nock Five O, Five O - 69 Boyz amb K-Nock
- Boom Boom Boom - Juster
- Me against the world - 2PAC amb Outlawz
- Someone to love - Jon B. amb Babyface
- I've got a little thing for you - MN8
- Never find someone like you - Keith Martin
- Call the police - Ini Kamoze
- D B Side - Da Brat amb The Notorious B.I.G i Jermaine Dupri
- Work Me Slow - Xscape
- Clouds of Smoke - Call O' Da Wild
- Juke-Joint Jezabel - KMFDM
- Bad Boys Reply - Inner Circle amb Tek
- Theme From Bad Boys - Mark Mancina

## Premis i nominacions

### Premis
- Premi de la millor música de pel·lícula, en els BMI Film & TV Awards 1995.

### Nominacions
- Grammy Award a la millor cançó l'any 1996 per Someone to Love.
- Millor escena d'acció (en l'hangar per avions) i millor duo (Will Smith i Martin Lawrence), en els MTV Movie Awards 1996.

## Al voltant de la pel·lícula
- El rodatge es va desenvolupar del 27 de juny al 31 d'agost de 1994 a Miami, a Florida.
- El Porsche utilitzat en la pel·lícula era el cotxe personal de Tchéky Karyo,[13] un 911 model 964 turbo 3.6 L.
- Una continuació, Bad Boys II, ha estat dirigida per Michael Bay el 2003.